# Picantería

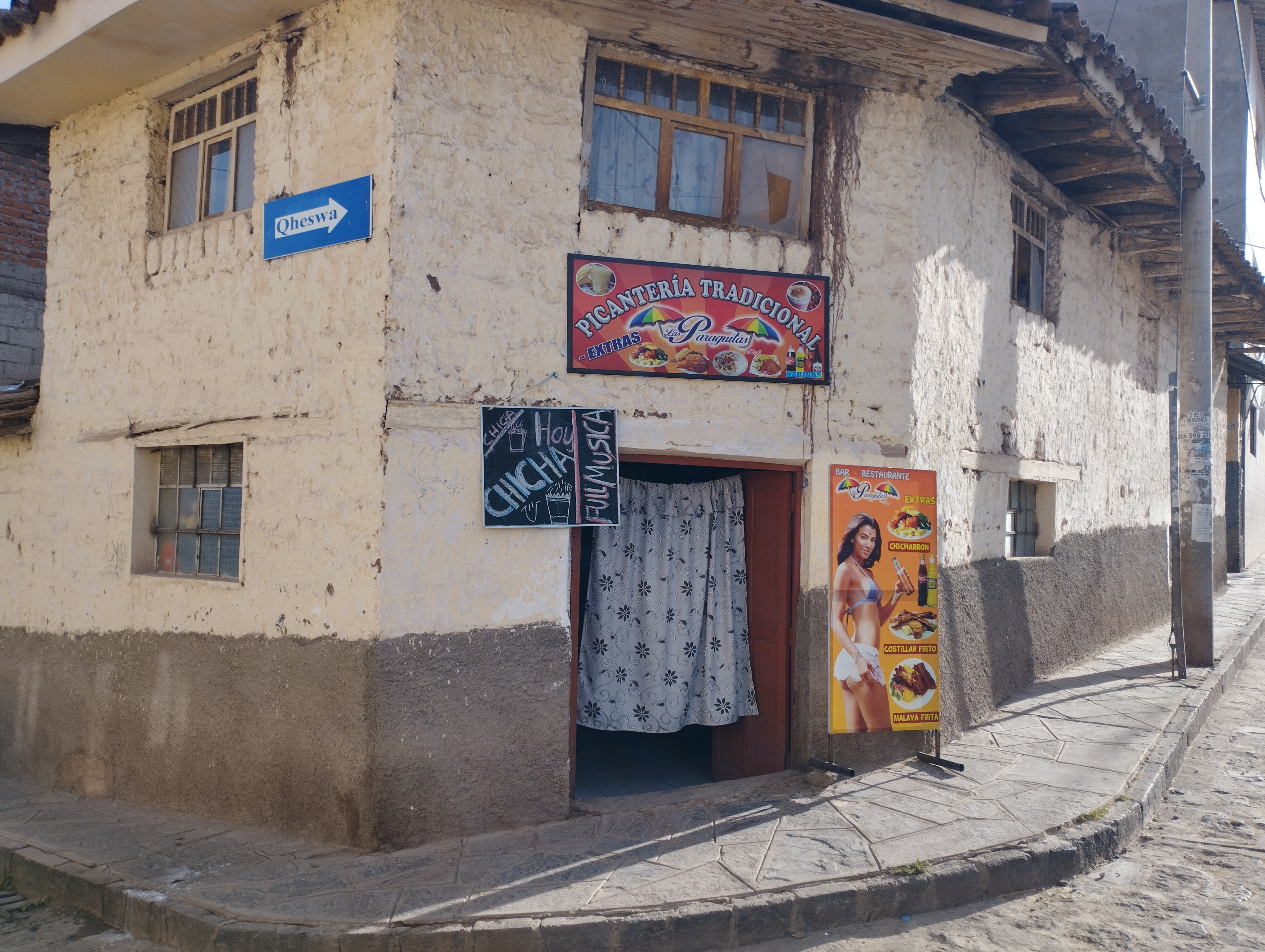
Local de venta de picante en Cuzco, 2022.

La picantería es un establecimiento dedicado principalmente a la elaboración de picantes. La palabra picantería lo documenta Ricardo Palma en sus Papeletas lexicográficas (1903).

## Historia
Las civilizaciones precolombinas se encargaron de utilizar los recursos alimenticios de sus regiones para lograr una identidad propia y generar sabores que sobrevivieron a la conquista española y se mantienen aún en el presente.

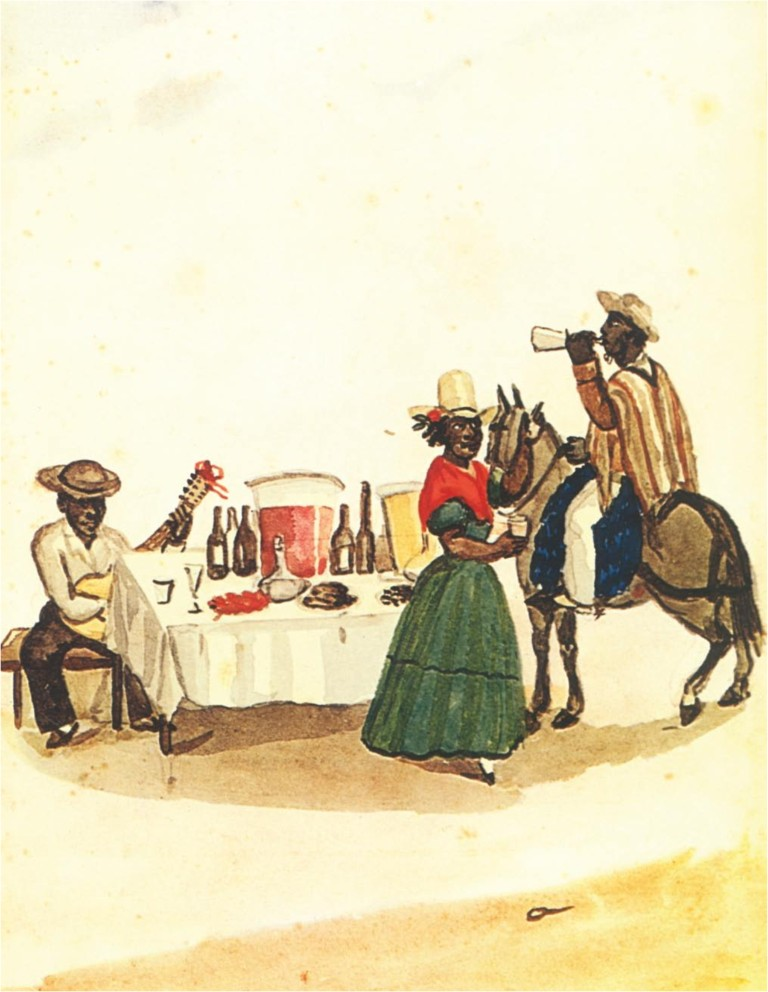
Puesto de chicha y picante, del pintor Pancho Fierro.

Las picanterías en Perú, también denominadas chicherías, son pequeños establecimientos de venta de comida cuya característica principal es la venta de chicha de jora. Tradicionalmente se encuentran repartidas en diferentes regiones peruanas, como Arequipa, Ayacucho, Cajamarca, Cuzco y Piura. De acuerdo a la socióloga y cocinera Isabel Alvarez Novoa, responsable del equipo de investigación que logró en Perú la declaración de las picanterías y chicherías como patrimonio cultural, "las picanterías son el espacio primigenio, el ADN de la cocina del Perú, y después viene lo regional, con todo el proceso del mestizaje".
José María Blanco, capellán quiteño del presidente Luis José Orbegoso que visitó Cusco y Arequipa en la década de 1830, escribió sobre los establecimientos de este tipo que vio en ambas ciudades.
Las casas a lo largo de los caminos andinos, coronadas con una bandera blanca, indican su oferta de chicha; si además muestran un ají, significa que ofrecen platos característicos del día y el lugar.
Respecto a la música, las chicherías o picanterías han sido el laboratorio maestro del mestizaje musical popular, pues como centros de convergencia para el descanso y la recreación, convocaban gentes de diferentes lugares (en tiempos del arrieraje) que intercambiaban sus versos y canciones con los parroquianos locales. Era común que en las paredes de estas "cavernas de la nacionalidad", hubiera bandurrias, vihuelas, guitarras y charangos a disposición de los más diestros, para entablar contrapuntos competitivos al calor de los cuales, surgía presto el romance. Desde mediados del siglo XX, a esta estampa le sucedió el fenómeno de las «Rockolas», que con sus discos 45 RPM fueron imponiendo los ritmos foráneos de moda en desmedro de la práctica viva del folklore local.

## Picanterías por región

### Picantería arequipeña
La picantería arequipeña es un espacio dedicado a la preparación, venta y consumo de comida tradicional de Arequipa. Durante el siglo XVI se les llamaba chicherías porque servían la chicha de guiñapo, bebida fermentada preparada con maíz negro. Recién en el siglo XIX se populariza más el servir alimentos. El 23 de abril de 2014 la picantería arequipeña fue declarada Patrimonio Cultural de la Nación.
Una picantería arequipeña es un establecimiento dedicado a servir la típica gastronomía arequipeña y donde se ofrece un menú del día consistente en una sopa robusta y abundante, junto con un segundo plato en porción más pequeña. Este menú se denomina "almuerzo" y se sirve entre las 12 y 15 horas del día o hasta que se acabe. Cada día de la semana tiene un "almuerzo" específico que los lugareños conocen muy bien. El rol es respetado y no varía en todas las picanterías, salvo excepciones los viernes, sábados y domingos. Estos "almuerzos" son: 
- Lunes: chaqué
- Martes: chairo
- Miércoles: chochoca
- Jueves: guiso rojo o sopa de chuño negro
- Viernes: sopa de viernes
- Sábado: timpusca
- Domingo: caldo blanco, lomos pebre y adobo (entre la madrugada y las 10:30 a. m., como desayuno dominical).

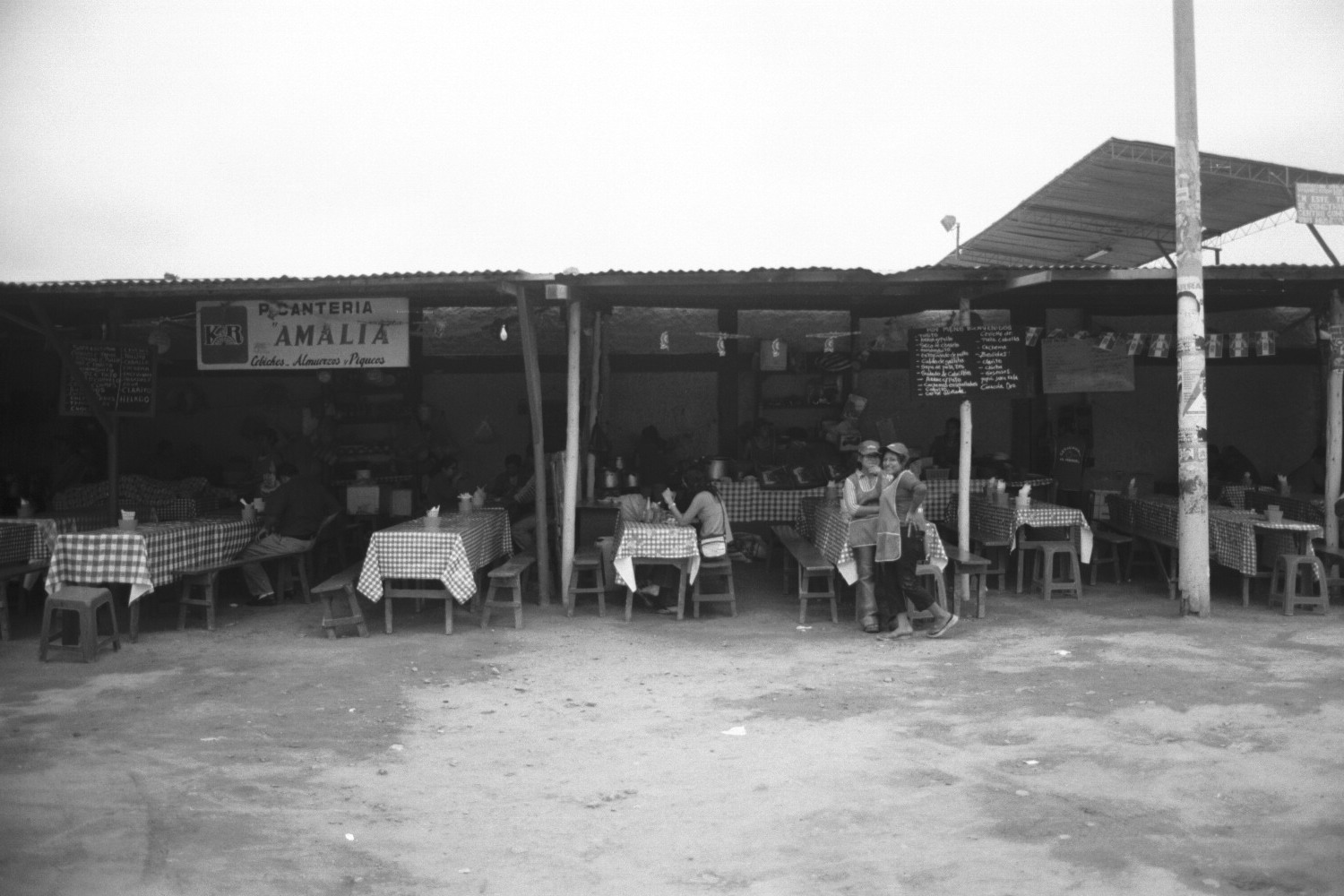
Una picantería en 2006.

Junto con el "almuerzo" las picanterías actuales ofrecen diariamente de 12 a 17 horas, un menú a la carta con potajes locales. Entre los más tradicionales son: chupe de camarones, ocopa arequipeña, rocoto relleno, adobo arequipeño, solterito de queso, pastel de papa, costillar frito, cuy chactado, cauche de queso, locro, chaqué de pecho, chicharrón de chancho, etc. Temas comunes para el postre son: queso helado, donas, dulces de monjas, y chicha de jora (hecha de maíz negro, cerveza y licor de anís).
Las picanterías suministraban el espacio social que los bares ofrecen en algunos países. Después de comer y después de la conversación se servía licor. Con el fin de satisfacer a los huéspedes hambrientos, los propietarios crearon el "picante", que se sirve sólo al final de la tarde y antes del cierre. Son lugares donde solo se almuerza, y cierran cuando la luz del día se va.

### Picantería cuzqueña
En la década de 1980 existían en la región cuzqueña aproximadamente 500 picanterías, de las cuales un centenar se ubicaban en el centro histórico de la ciudad de Cuzco.

En la ciudad del Cusco las chicherías se identifican con una bandera verde o roja: verde cuando expenden la tradicional «Chicha de Jora» y roja cuando además se ofrece la «Frutillada» (chicha de jora con añadido de sumo de frutillas).